# CoCo Lee
CoCo Lee (kinesisk:李玟 Li Wen) (født 17. januar 1975 i Hong Kong, død 5. juli 2023) var en kinesisk popsanger. Hun gjorde Maria Montells "And so the story goes" kendt i Østen med den mandarinkinesiske version af sangen: Di-Da-Di.

## Diskografi

### Albums
1. juni 1994 Love From Now On
2. december 1994 Promise Me
3. juni 1995 Brave Enough to Love
4. september 1996 Woman In Love
5. december 1995 You're in my heart concert (live)
6. August 1996 Beloved collection (best of)
7. maj 1997 Dance with the wind (remix)
8. juni 1996 CoCo (CoCo Lee album)|CoCo
9. november 1996 CoCo's Party
10. juni 1997 Sincere
11. december 1996 CoCo – Kantonesisk album
12. januar 1998 DiDaDi (HMV Music Chart: #1)
13. 25. juni 1998 Sunny Day – Engelsk
14. december 1998 Million fans concert (live)
15. 25. maj 1999 Today Until Forever
16. 21. oktober 1999 Just No Other Way – Engelsk debut album; #1 on HMV Music Chart
17. 28. januar 2000 The best of my love (best of)
18. 21. august 2000 True Lover, You and Me
19. 12. oktober 2001 Promise
20. 18. juni 2002 D.Is.CoCo (remix)
21. 25. marts 2005 Exposed – Engelsk album; #1 on HMV Music Chart
22. 22. september 2006 Just Want You – #1 on HMV Music Chart
23. 25. maj 2008 1994-2008 best collection (best of)
24. 14. August 2009 East to west
25. 24. februar 2012 Ultimate Coco
26. 31. maj 2013 Illuminate

### Singles
- Di-Da-Di
- Take a Chance on Love
- Do You Want My Love
- Before I Fall In Love
- Can't Get Over featuring Kelly Price
- Wherever You Go
- A Love Before Time (Engelsk og Mandarin version til soundtracket fra Crouching Tiger, Hidden Dragon)
- Reflections
- No Doubt featuring Blaaze
- All Around The World
- Love At 85 °C
- So Good
- Hip-Hop Tonight
- The Ninth Night
- Dangerous Lover
- BYOB
- Party time
- Turn
- Si Hai
- I Just Wanna Marry U
- 18